# Клаузен (Німеччина)
Клаузен (нім. Clausen) — громада в Німеччині, розташована в землі Рейнланд-Пфальц. Входить до складу району Південно-Західний Пфальц. Складова частина об'єднання громад Родальбен.
Площа — 12,46 км2. Населення становить 1481 ос. (станом на 31 грудня 2020).